# Pego
Pego – gmina w Hiszpanii, w prowincji Alicante, we wspólnocie autonomicznej Walencja, o powierzchni 52,85 km². W 2011 roku liczyła 11 029 mieszkańców.